# 靖州ミャオ族トン族自治県
靖州ミャオ族トン族自治県（せいしゅう-ミャオぞく-トンぞく-じちけん）は中華人民共和国湖南省懐化市に位置する自治県。

## 行政区画
- 鎮：渠陽鎮、甘棠鎮、大堡子鎮、坳上鎮、新廠鎮、平茶鎮
- 郷：太陽坪郷、三鍬郷、文渓郷、寨牙郷、藕団郷